# 弗洛伊德贝涅特机场
弗洛伊德贝涅特机场（Floyd Bennett Field）是位於美國纽约布鲁克林区牙买加湾的一個飛行場。机场以弗洛伊德·贝内特的名字命名，他是一位飞行员，曾驾驶飞机飞越北极。在1928年贝内特去世的當年，弗洛伊德贝涅特机场开始施工。该机场于1930年6月26日建成，并于1931年5月23日正式向商业航班和通用航空开放。
1930年代开始，机场的一部分被美国海岸警卫队和美國海軍使用。随着第二次世界大战的爆发，弗洛伊德贝涅特机场于1941年6月2日成为纽约海军航空站的一部分。战后该机场被用作海军航空储备站。1970年以後，海军不再使用弗洛伊德贝涅特机场。1974年，弗洛伊德贝涅特机场被改造為公園並對外開放，並由美国国家公园管理局負責管理。1983年，海军航空储备站裁撤。1998年，海岸警卫队撤出機場。儘管弗洛伊德贝涅特机场已不再是商业、军用、民用或通用航空机场，但纽约市警察局仍将其用作直升机基地，并为遙控飛機爱好者保留一条跑道。

## 外部鏈接
- 官方网站
- National Park Service: Floyd Bennett Field Historic District （页面存档备份，存于）
- Floyd Bennett Field （页面存档备份，存于） Visitor Information, nyharborparks.org
- The Floyd Bennett Field Task Force （页面存档备份，存于）
- AirNav information for NY22: NYPD Air Operations Heliport (Floyd Bennett Field) （页面存档备份，存于）